# 藤沢市立大庭中学校
藤沢市立大庭中学校（ふじさわしりつ おおばちゅうがっこう）は、神奈川県藤沢市大庭にある公立中学校。
学校の西側には遊水池があり野鳥観察をする人も多い。また南側には大庭城址公園があり春になると桜の見物客で混雑する。

## 沿革
- 1979年（昭和54年）4月1日 - 開校。藤沢市立秋葉台中学校、藤沢市立明治中学校から合わせて160名の転入生と212名の新入生。
- 1981年8月1日 - 校歌が制定される。
- 1982年 - 藤沢市立滝の沢中学校に2年生262名が転出。
- 1985年（昭和60年）11月 - 南棟校舎増築。

## 進学前小学校
- 藤沢市立大庭小学校（一部は藤沢市立滝の沢中学校へ）
- 藤沢市立駒寄小学校（一部は藤沢市立滝の沢中学校へ）
- 藤沢市立小糸小学校

## 所在地
- 神奈川県藤沢市大庭5416番地6

## 著名な出身者
- 福田正博（元プロサッカー選手）
- 池住美穂（バスケットボール選手）
- 添田豪（プロテニス選手）
- 遠野遥（小説家）
- 百山月花（タレント）
- 川崎光 (スーパーの店員)

## 周辺
- 大庭城址公園
- 引地川親水公園